# Палюхи
Палюхи (пол. Paluchy) — село в Польщі, у гміні Сенява Переворського повіту Підкарпатського воєводства. Знаходиться на відстані 9 км від Сіняви. Населення — 157 осіб (2011).

## Історія
У 1831 році Палюхи належали до парафії Пискоровичі Ярославського деканату Перемишльської єпархії, причому в парафії було 1572 осіб і парафіяльна школа.
До другої світової війни Палюхи були присілком Піскорович.
У 1936 році мешкало 136 греко-католиків, які належали до парафії Пискоровичі Сінявського деканату Перемишльської єпархії. Піскоровичі належали до ґміни Сенява Ярославського повіту Львівського воєводства.
У середині вересня 1939 року німці окупували село, однак вже 28 вересня 1939 року мали відступити, оскільки за пактом Ріббентропа-Молотова правобережжя Сяну належало до радянської зони впливу. 27.11.1939 постановою Верховної Ради УРСР село у складі правобережної частини Ярославського повіту в ході утворення Львівської області включене до Любачівського повіту, а 17 січня 1940 року включене до Синявського району. В червні 1941, з початком Радянсько-німецької війни, село знову було окуповане німцями. В липні 1944 року радянські війська увійшли у село, а у жовтні 1944 року правобережжя Сяну зі складу Львівської області передано Польщі.
Українців села грабували і вбивали польські шовіністичні банди, змушували до втечі в СРСР, 16 осіб у 1947 р. депортовано на понімецькі землі.
У 1975—1998 роках село належало до Перемишльського воєводства.

## Демографія
Демографічна структура станом на 31 березня 2011 року:
|          | Загалом | Допрацездатний вік | Працездатний вік | Постпрацездатний вік |
| -------- | ------- | ------------------ | ---------------- | -------------------- |
| Чоловіки | 83      | 16                 | 59               | 8                    |
| Жінки    | 74      | 18                 | 37               | 19                   |
| Разом    | 157     | 34                 | 96               | 27                   |